# Liste von Musiklabels/D

## D
| Name Musiklabel                             | Land                   | Sitz                        | Gründer                                                                                        | Jahr-Von           | Jahr-Bis     | Labelcode | Website  | Mutterlabel                                                                  | Details |
| ------------------------------------------- | ---------------------- | --------------------------- | ---------------------------------------------------------------------------------------------- | ------------------ | ------------ | --------- | -------- | ---------------------------------------------------------------------------- | --- |
| D Records                                   | Vereinigte Staaten     |                             | Pappy Dailey                                                                                   | 1958               |              |           |          |                                                                              | |
| D.P.G. Recordz                              | Vereinigte Staaten     |                             | Daz Dillinger, Soopafly                                                                        | 2000               |              |           |          |                                                                              | |
| Da Lench Mob Records                        | Vereinigte Staaten     |                             | Ice Cube                                                                                       | 1990               |              |           |          | Universal Music Group                                                        | |
| Dabbelju Music                              | Deutschland            |                             | Wolfgang Löhr                                                                                  | 1991               |              |           |          |                                                                              | |
| Dackelton Records                           | Deutschland            | Rheinberg                   | Bianca Eysenbrandt, Björn und Christian Schülling                                              | 2012               |              | LC 85238  | Website  |                                                                              | Das Label wurde unter dem Namen Quasilectric gegründet und im Jahr 2018 in Dackelton Records umbenannt. |
| Daemon Records                              | Vereinigte Staaten     |                             | Amy Ray                                                                                        | 1990               |              |           |          |                                                                              | |
| Daesung Entertainment                       | Südkorea               |                             | Lee Ho-yeon                                                                                    | 1991               |              |           |          | DSP Media                                                                    | |
| Daffodil Records                            | Vereinigte Staaten     |                             | Blossom Dearie                                                                                 | 1974               |              |           |          |                                                                              | |
| Dallas Records                              | Kroatien               |                             | Goran Lisica                                                                                   | 1994               |              |           |          |                                                                              | |
| Damaged Goods                               | Vereinigtes Königreich |                             |                                                                                                | 1988               |              |           |          |                                                                              | |
| Dame Dash Music Group                       | Vereinigte Staaten     |                             | Dame Dash                                                                                      |                    |              |           |          |                                                                              | |
| Damon Records                               | Vereinigte Staaten     |                             |                                                                                                |                    |              |           |          |                                                                              | |
| Dana Records                                | Vereinigte Staaten     |                             | Walter Dana                                                                                    | 1945               |              |           |          |                                                                              | |
| Danse Macabre (Label)                       | Deutschland            |                             | Bruno Kramm, Norbert Juhas                                                                     | 1990               |              | LC 06249  |          |                                                                              | |
| Dance Mania                                 | Vereinigte Staaten     |                             | Jesse Saunders                                                                                 | 1985               |              |           |          |                                                                              | |
| Dance Pool                                  | Deutschland            |                             | Stefan Trapp                                                                                   | 1988               |              |           |          |                                                                              | Wurde Ende der 1990er Jahr mit den Sony-Tochtergesellschaften Epidrome und Adrenalin zusammengeführt um 1999 das Label Dance Division zu bilden                                                                               |
| Dance To The Radio                          | Vereinigtes Königreich |                             |                                                                                                | 2004               |              |           |          |                                                                              | |
| Dancing Cat Records                         | Vereinigte Staaten     |                             | George Winston                                                                                 | 1983               |              |           |          |                                                                              | |
| Dancing Ferret                              | Vereinigte Staaten     |                             | Patrick Rodgers                                                                                | 1995               |              |           |          |                                                                              | |
| Dancing in the Dark Records                 | Deutschland            | Regensburg                  | Oise Ronsberger, Stefan Grunwald                                                               | 1999               |              |           |          |                                                                              | |
| Dancing Turtle Records                      | Vereinigtes Königreich |                             | Dominic Brown                                                                                  | 2005               |              |           |          |                                                                              | |
| Dandelion Records                           | Vereinigtes Königreich |                             | John Peel                                                                                      | 1969               | 1972         |           |          |                                                                              | |
| Danger Crue Records                         | Japan                  |                             |                                                                                                | 1981               |              |           |          | Maverick D.C. Group                                                          | |
| Dangerbird Records                          | Vereinigte Staaten     | Los Angeles                 | Peter Walker und Jeff Castelaz                                                                 | 2004               |              |           |          |                                                                              | |
| Dangerhouse Records                         | Vereinigte Staaten     |                             | David Brown, Pat Garrett und Black Randy                                                       | 1977               | 1980         |           |          |                                                                              | |
| Dare to Care Records                        | Kanada                 |                             | Éli Bissonnette and Hugo Mudie                                                                 | 2000               |              |           |          |                                                                              | |
| Daptone Records                             | Vereinigte Staaten     |                             | Gabriel Roth und Neal Sugarman                                                                 | 2001               |              |           |          |                                                                              | |
| Daredo                                      | Deutschland            |                             |                                                                                                | 2004               |              |           |          |                                                                              | |
| Dark Descent Records                        | Vereinigte Staaten     | Colorado Springs            | Matt Calvert                                                                                   | 2009               |              |           |          |                                                                              | |
| Dark Horse Records                          | Vereinigtes Königreich |                             | George Harrison                                                                                | 1974               |              |           | Website  |                                                                              | |
| Darker Than Black Records                   | Deutschland            |                             | Hendrik Möbus                                                                                  | 1994               |              |           |          |                                                                              | |
| Darkest Labyrinth                           | Japan                  |                             | Kiwamu                                                                                         | 2000               |              |           |          |                                                                              | |
| Darla Records                               | Vereinigte Staaten     |                             | James Agren                                                                                    | 1994               |              |           |          |                                                                              | |
| dataObscura                                 | Kanada                 | London (Ontario)            | Anthony Paul Kerby                                                                             | 2002               |              |           | Website  |                                                                              | |
| Data Records                                | Vereinigtes Königreich |                             |                                                                                                | 1999               |              |           |          | Ministry of Sound                                                            | |
| David Volksmund Produktion                  | Deutschland            |                             | Ton Steine Scherben                                                                            | 1971               |              |           |          |                                                                              | |
| Dawn Raid Entertainment                     | Neuseeland             |                             | Danny „Brotha D“ Leaosavai’i und Andy Murnane                                                  | 1999               |              |           |          |                                                                              | |
| Dawn Records (US-amerikanisches Musiklabel) | Vereinigte Staaten     |                             | Sidney Siegel                                                                                  | 1954               |              |           |          | Seeco Records                                                                | |
| Dawn Records (britisches Musiklabel)        | Vereinigtes Königreich |                             |                                                                                                | 1970               |              |           |          | Pye Records                                                                  | |
| Day-Glo Records                             | Deutschland            |                             |                                                                                                | 1989               |              |           |          |                                                                              | |
| Daylight Records                            | Vereinigte Staaten     |                             | David Massey                                                                                   | 1998               | Erloschen    |           |          | Sony Music Entertainment                                                     | |
| DaySpring Records                           | Vereinigte Staaten     |                             | Jarrell McCracken, Henry SoRelle und Ted Snider                                                | 1951               |              |           |          | Curb Records                                                                 | |
| DB Records                                  | Vereinigte Staaten     | Atlanta                     | Danny Beard                                                                                    | 1978               |              |           |          |                                                                              | |
| D-Block Records                             | Vereinigte Staaten     | Yonkers                     | Jason „Jadakiss“ Phillips, David „Styles P“ Styles, und Sean „Sheek Louch“ Jacobs              | 2003               |              |           |          |                                                                              | |
| DC Flag Records                             | Vereinigte Staaten     | Los Angeles                 | Columbia Records                                                                               | 1953               |              |           |          | Sony Music Entertainment                                                     | |
| DCide                                       | Vereinigte Staaten     | Washington, D.C.            | Jeffrey B. Clyburn, Burton Gray und Mark Thorp                                                 | 1995               |              |           |          |                                                                              | |
| DC-Jam Records                              | Vereinigte Staaten     | Springfield (Missouri)      | Darron Hemman                                                                                  | 2006               |              |           |          |                                                                              | |
| De la Planta                                | Uruguay                |                             | Jorge „Coyo“ Abuchalja                                                                         | 1969               |              |           |          |                                                                              | |
| De Luxe Records                             | Vereinigte Staaten     |                             | David Braun und Jules Braun                                                                    | 1944               |              |           |          |                                                                              | |
| Dead Oceans                                 | Vereinigte Staaten     | Bloomington                 | Ben Swanson, Chris Swanson, Darius Van Arman, Phil Waldorf                                     | 2007               |              |           | Website  |                                                                              | |
| Dead Reckoning Records                      | Vereinigte Staaten     | Nashville                   | Kevin Welch, Kieran Kane, Mike Henderson, Tammy Rogers und Harry Stinson                       | 1994               |              |           | Website  |                                                                              | |
| Dead Serious Records                        | Deutschland            |                             | Ben Gottschalk und Andreas Werner                                                              | 2000               |              |           |          |                                                                              | |
| Deaf American Recordings                    | Vereinigte Staaten     | Dillsburg                   | Rich Hoak                                                                                      | 1993               |              |           |          |                                                                              | |
| Deaf Records                                | Vereinigtes Königreich |                             |                                                                                                |                    |              |           |          | Peaceville Records                                                           | |
| Deafground Records                          | Deutschland            |                             | Marcus Hartmann, Deborah Schweser                                                              | 2011               |              |           |          |                                                                              | |
| DEAG Deutsche Entertainment                 | Deutschland            |                             | Jochen Zanke und Peter Schwenkow                                                               | 1978               |              |           |          |                                                                              | |
| Death Row Records                           | Vereinigte Staaten     |                             | Suge Knight, Dr. Dre                                                                           | 1991               | 1996         |           |          | Death Row Entertainment LLC (WIDEawake / Warner / EMI)                       | |
| Deathlike Silence Productions               | Norwegen               |                             | Øystein „Euronymous“ Aarseth                                                                   |                    |              |           |          |                                                                              | |
| Deathrash Armageddon                        | Japan                  | Hakodate                    | Yukiteru Asai                                                                                  | 2002               |              |           | Website  |                                                                              | |
| Deathwish Inc.                              | Vereinigte Staaten     |                             | Jacob Bannon, Tre McCarthy                                                                     | 2011               |              |           |          |                                                                              | |
| Debemur Morti                               | Frankreich             |                             |                                                                                                | 2003               |              |           |          |                                                                              | |
| Debut Records                               | Vereinigte Staaten     |                             | Charles Mingus und Max Roach                                                                   | 1952               | 1957         |           |          |                                                                              | Die Debut-Aufnahmen erscheinen inzwischen im Katalog von Fantasy Records |
| Decaydance Records                          | Vereinigte Staaten     | New York City               | Pete Wentz                                                                                     | 2005               |              |           |          |                                                                              | |
| Decca Records                               | Vereinigtes Königreich |                             |                                                                                                | 1929               |              |           |          |                                                                              | |
| Deceptive Records                           | Vereinigtes Königreich |                             | Steve Lamacq, Tony Smith und Alan James                                                        | 1992               | 2001         |           |          |                                                                              | |
| Deck8                                       | Deutschland            |                             |                                                                                                |                    |              |           |          |                                                                              | |
| Decon Records                               | Vereinigte Staaten     | New York City               | Peter Bittenbender und Jason Goldwatch                                                         | 2003               |              |           |          |                                                                              | |
| Deconstruction Records                      | Vereinigtes Königreich | London                      | Pete Hadfield, Keith Blackhurst und Mike Pickering                                             | 1987               |              |           |          |                                                                              | |
| Deep Elm Records                            | Vereinigte Staaten     | Maui                        | John Szuch                                                                                     | 1995               |              |           |          |                                                                              | |
| Deep Krate Recordingz                       | Vereinigte Staaten     |                             | Wax Murdaraz                                                                                   | 2005               |              |           |          |                                                                              | |
| Deep Shag Records                           | Vereinigte Staaten     | Atlanta                     | Michael Reed                                                                                   | 2000               |              |           |          |                                                                              | |
| Deep Soul Records                           | Vereinigtes Königreich |                             | Dave Godin, David Nathan und Robert Blackmore                                                  | 1969               |              |           |          |                                                                              | |
| Def American                                | Vereinigte Staaten     |                             | Rick Rubin                                                                                     | 1988               |              | LC 07181  |          |                                                                              | |
| Def Jam Germany                             | Deutschland            |                             | Sido                                                                                           |                    |              | LC 10812  |          | Def Jam Recordings                                                           | |
| Def Jam Records                             | Vereinigte Staaten     | New York City               | Rick Rubin und Russell Simmons                                                                 | 1984               |              | LC 8427   |          | Universal Music Group                                                        | |
| Def Jam South                               | Vereinigte Staaten     | New York City               | Russell Simmons                                                                                | 1999               |              |           |          | The Island Def Jam Music Group (1999–2014) Def Jam Recordings (2014–present) | |
| Defected Records                            | Vereinigtes Königreich |                             | Simon Dunmore                                                                                  | 1998               |              |           |          |                                                                              | |
| Defiance Records                            | Deutschland            | Köln                        | Lars „Hoffi“ Hoffmann                                                                          | 1994               | 2012         | LC 11475  |          |                                                                              | |
| Definitive Jux                              | Vereinigte Staaten     |                             | Jaime Meline (El-P), Amaechi Uzoigwe                                                           | 1999               | 2010         |           |          |                                                                              | |
| Defstar Records                             | Japan                  |                             | Takashi Yoshida                                                                                | 2000               | 2015         |           |          | Warner Music Japan (1997–2000) Sony Music Entertainment Japan(2000–2014)     | Das Label wurde 1997 unter dem Namen T Project gegründet und im Jahr 2000 in Defstar Records umbenannt |
| Dekema Records                              | Vereinigte Staaten     | Woodinville                 | Edward Dekema                                                                                  | 1991               |              |           |          |                                                                              | |
| Dekorder                                    | Deutschland            | Hamburg                     | Marc Richter                                                                                   | 2003               |              |           | Bandcamp |                                                                              | |
| Delerium Records                            | Vereinigtes Königreich | Chalfont St. Peter          | Richard Allen und Ivor Trueman                                                                 | 1991               | 2003         |           |          |                                                                              | |
| Del-Fi Records                              | Vereinigte Staaten     |                             | Bob Keane                                                                                      | 1957               |              |           |          |                                                                              | |
| Delicious Vinyl                             | Vereinigte Staaten     | Los Angeles                 | Matt Dike und Michael Ross                                                                     | 1987               |              |           |          |                                                                              | |
| Déliciouse Records                          | Frankreich             |                             |                                                                                                |                    |              |           |          |                                                                              | |
| Delikatess Tonträger                        | Deutschland            | Hamburg                     | Fred Noel, Lisa Noel und Kathrin Johner                                                        | 2005               | 2015         | LC 27904  |          |                                                                              | |
| Delirium Records                            | Vereinigte Staaten     |                             | Curt Sautter                                                                                   | 1992               |              |           |          |                                                                              | |
| Delmark Records                             | Vereinigte Staaten     |                             | Bob Koester                                                                                    | 1953               |              |           |          |                                                                              | |
| Delphine Records                            | Frankreich             | Paris                       | Paul de Senneville                                                                             | 1976               |              |           |          |                                                                              | |
| Deltasonic                                  | Vereinigtes Königreich | Liverpool                   | Alan Wills                                                                                     | 2000               |              |           |          |                                                                              | |
| Deluxe Records                              | Deutschland            |                             | Samy Deluxe                                                                                    | 2003               | 2009         |           |          |                                                                              | |
| Dembitzer Records                           | Polen                  |                             | Ireneusz Socha                                                                                 |                    |              |           |          |                                                                              | |
| Demon Music Group                           | Vereinigtes Königreich |                             |                                                                                                | 1982               |              |           |          | BBC Worldwide                                                                | Die Demon Music Group geht auf das von Jake Riviera, Elvis Costello und Adrew Lauder im Jahr 1980 gegründete britische Independentlabel Demon Records zurück, welches wiederum 1998 von Crimson Productions übernommen wurde. |
| Demon Records                               | Vereinigtes Königreich | London                      | Andrew Lauder und Jake Riviera                                                                 | 1980               |              |           |          | BBC Worldwide                                                                | |
| Denon                                       | Japan                  |                             |                                                                                                | 1969               |              |           |          |                                                                              | |
| Denovali Records                            | Deutschland            |                             | Timo Alterauge und Thomas Hack                                                                 | 2005               |              |           |          |                                                                              | |
| Density Records                             | Vereinigte Staaten     |                             |                                                                                                | 2007               |              |           |          | Vagrant Records                                                              | |
| Dental Records                              | Vereinigtes Königreich | Ipswich                     |                                                                                                |                    |              |           |          |                                                                              | |
| Dented Records                              | Vereinigtes Königreich |                             | Foreign Beggars                                                                                | 2003               |              |           |          |                                                                              | |
| Department Musik                            | Deutschland            |                             | Jan-Simon Wolff, Sebastian Andrej Schweizer, Steffen Posner, Kodimey Awokou, Niko Papadopoulos | 2012               |              |           |          |                                                                              | |
| Dependent Music                             | Kanada                 | Yarmouth, Nova Scotia       | Brian Borcherdt                                                                                | 1994               | Erloschen    |           |          |                                                                              | |
| Dependent Records                           | Deutschland            |                             |                                                                                                | 1999               | 2007         | LC 10270  |          |                                                                              | |
| Depressive Illusions Records                | Ukraine                |                             | Sergiy Fjordsson                                                                               | 2009               |              |           | Website  |                                                                              | |
| Deptford Fun City Records                   | Vereinigte Staaten     |                             | Miles Copeland III, Stewart Copeland, Paul Mulligan                                            | 1977               | 1980         |           |          | Illegal Records                                                              | |
| Deram Records                               | Vereinigtes Königreich | London                      |                                                                                                | 1966               |              |           |          | Decca Records                                                                | |
| Derby Records (1949)                        | Vereinigte Staaten     |                             | Larry Newton und Eddie Heller                                                                  | 1949               | 1954         |           |          |                                                                              | |
| Derrty Entertainment                        | Vereinigte Staaten     | St. Louis                   | Cornell Haynes Junior                                                                          | 2003               |              |           |          | Universal Music Group                                                        | |
| Desco Records                               | Vereinigte Staaten     |                             | Philippe Lehman und Gabriel Roth                                                               | 1996               | 2000         |           |          |                                                                              | |
| Desert Storm Records                        | Vereinigte Staaten     |                             | DJ Clue                                                                                        | 1998               |              |           |          |                                                                              | |
| DeSoto Records                              | Vereinigte Staaten     | Washington, D.C.            | Bill Barbot und Kim Coletta                                                                    | 1989               |              |           |          |                                                                              | |
| Desperation Records                         | Kanada                 |                             | Barenaked Ladies                                                                               | 2004               |              |           |          |                                                                              | |
| Desto Records                               | Vereinigte Staaten     | New York City               |                                                                                                | 1960er Jahre       | 1980er Jahre |           |          |                                                                              | |
| Destiny Worldwide Records                   | Vereinigte Staaten     | Monroe                      |                                                                                                | 2006               |              |           |          |                                                                              | |
| Det Germanske Folket                        | Deutschland            | Auerbach                    |                                                                                                | 2002               | 2010         |           |          |                                                                              | |
| Deutsche Grammophon                         | Deutschland            |                             | Emil Berliner                                                                                  | 1898               |              |           |          | Universal Music Group                                                        | Ging 1972 in der PolyGram auf und 1998 in der Universal Music Group |
| Deutsche Harmonia Mundi                     | Deutschland            |                             | Rudolf Ruby                                                                                    | 1958               |              |           |          | Sony Music Entertainment                                                     | |
| Deviant Records                             | Vereinigtes Königreich |                             | Rob Deacon                                                                                     | Mitte 1990er Jahre |              |           |          |                                                                              | |
| Dew Process                                 | Australien             | Brisbane                    | Paul Piticco                                                                                   |                    |              |           |          |                                                                              | |
| Dewdrops Records                            | Vereinigte Staaten     |                             | Brant Nelson und Pat Mannion                                                                   | 1993               | 2002         |           |          |                                                                              | |
| DFA Records                                 | Vereinigte Staaten     |                             | Tim Goldsworthy, James Murphy und Jonathan Galkin                                              | 2001               |              |           |          |                                                                              | |
| DF Music Organization                       | Vereinigte Staaten     | Beverly Hills               | Dmitrii Marquize D. Miachin, Alexander Gavrilov und Yuri Pavlov                                | 2004               |              |           |          |                                                                              | |
| DFP-Music                                   | Schweiz                |                             | Reto Winter                                                                                    | 1985               | 2006         |           |          |                                                                              | |
| DFTBA Records                               | Vereinigte Staaten     | Missoula                    | Hank Green und John Green                                                                      | 2008               |              |           |          |                                                                              | |
| DGC Records                                 | Vereinigte Staaten     | Santa Monica                | David Geffen                                                                                   | 1990               |              |           |          | Universal Music Group                                                        | |
| Dharam Seva Records                         | Vereinigtes Königreich |                             | Kaka Mohanwalia und Bill Mato                                                                  | 2013               |              |           |          |                                                                              | |
| Dial Records                                | Vereinigte Staaten     |                             | Ross Russell                                                                                   | 1946               |              |           |          |                                                                              | |
| Dial Records (1964)                         | Vereinigte Staaten     |                             |                                                                                                |                    |              |           |          |                                                                              | |
| Dial Records (1998)                         | Vereinigte Staaten     |                             |                                                                                                |                    |              |           |          |                                                                              | |
| Dial Records (1999)                         | Deutschland            |                             |                                                                                                |                    |              |           |          |                                                                              | |
| Diamante Music Group                        | Vereinigte Staaten     | Newport Beach               | Bill Conine                                                                                    | 1993               |              |           |          |                                                                              | |
| Diamond Cut Productions                     | Vereinigte Staaten     |                             | Craig Maier und Rick Carlson                                                                   | 1986               |              |           |          |                                                                              | |
| Diamond Music                               | Vereinigte Staaten     |                             | Iván Joy                                                                                       | 2000               |              |           |          | Artist System                                                                | |
| Diamond Records                             | Vereinigte Staaten     |                             | Joe Kolsky und Phil Kolsky                                                                     | 1961               | 1971         |           |          |                                                                              | |
| Diatribe Recordings                         | Irland                 |                             |                                                                                                | 1999               |              |           |          |                                                                              | |
| Dice Records (1950/60’s NY label)           | Vereinigte Staaten     |                             |                                                                                                |                    |              |           |          |                                                                              | |
| Dick Bros Record Company                    | Vereinigtes Königreich | Haddington                  | Fish                                                                                           | 1993               |              |           |          |                                                                              | |
| Die Stadt                                   | Deutschland            | Bremen                      | Jochen Schwarz                                                                                 | 1995               |              |           | Website  |                                                                              | |
| Diegital Records                            | Österreich             | Bad Leonfelden              | Paul Katzmayr und Wolfgang Pammer                                                              | 2015               |              |           | Website  |                                                                              | |
| Dieter Koch Musikverlag                     | Deutschland            |                             | Dieter Koch                                                                                    | 1996               | 2000         |           |          |                                                                              | |
| Diffusion Records                           | Vereinigte Staaten     |                             | Andrew Sega                                                                                    | 2001               |              |           |          |                                                                              | |
| Dig Records                                 | Vereinigte Staaten     |                             | Frank Gallo, Eddie Mesner, Leo Mesner und Johnny Otis                                          | 1955               |              |           |          |                                                                              | Hieß ursprünglich Ultra Records |
| Digital Hardcore Recordings                 | Vereinigtes Königreich |                             | Alec Empire                                                                                    | 1994               |              |           |          |                                                                              | |
| Dimension Records                           | Vereinigte Staaten     | New York City               | Don Kirshner und Al Nevins                                                                     | 1962               |              |           |          |                                                                              | |
| DigSin                                      | Vereinigte Staaten     | Nashville                   | Jay Frank                                                                                      | 2011               |              |           |          |                                                                              | |
| Dim Mak (Label)                             | Vereinigte Staaten     |                             | Steve Aoki                                                                                     | 1996               |              |           |          |                                                                              | |
| Dim Records                                 | Deutschland            |                             | Ulrich Großmann („Uhl“)                                                                        | 1991               |              |           |          |                                                                              | |
| Dine Alone Records                          | Kanada                 | Toronto                     | Joel Carriere                                                                                  | 2005               |              |           |          |                                                                              | |
| Diplomat Records                            | Vereinigte Staaten     |                             | Cam'ron                                                                                        | 2001               |              |           |          |                                                                              | |
| Diplomat Records (Budget)                   | Vereinigte Staaten     |                             | Daniel Nasen und Louis Kasen                                                                   |                    |              |           |          | Synthetic Plastics Company                                                   | |
| Dirtnap Records                             | Vereinigte Staaten     | Madison                     | Ken Cheppaikode                                                                                | 1999               |              |           | Website  |                                                                              | |
| Dirtybird Records                           | Vereinigte Staaten     | San Francisco               | Barclay Crenshaw                                                                               | 2005               |              |           | Website  |                                                                              | |
| Dirty Faces Records                         | Deutschland            | Bochum                      | Volker Jaedicke                                                                                | 1996               |              | LC 60865  | Website  |                                                                              | |
| Dirty Punk Records                          | Frankreich             | Sainte-Marie-aux-Mines      |                                                                                                | 1998               |              |           | Website  |                                                                              | |
| Dirty Records                               | Neuseeland             | Auckland                    | Pete Wadams und Callum August                                                                  | 2001               |              |           | Website  |                                                                              | |
| Disa Records                                | Mexiko                 | San Nicolas de los Garza    |                                                                                                |                    |              |           | Website  |                                                                              | |
| Dischord Records                            | Vereinigte Staaten     |                             | Ian MacKaye und Jeff Nelson                                                                    | 1980               |              |           |          |                                                                              | |
| Discipline Global Mobile                    | Vereinigtes Königreich | Salisbury                   | Robert Fripp und David Singleton                                                               | 1992               |              |           |          |                                                                              | |
| Diskonife Records                           | Vereinigte Staaten     | New York City               | Peter Hess und Matt Moran                                                                      |                    |              |           | Website  |                                                                              | |
| Discos Fuentes                              | Kolumbien              | Medellín                    | Antonio Fuentes Estrada                                                                        | 1934               |              |           |          |                                                                              | |
| Discos Qualiton                             | Argentinien            |                             | Nelson Montes-Bradley, Ivan Cosentino, Nora Raffo, Carlos Melero                               | 1961               |              |           |          | Fonema S.A.                                                                  | |
| Discos Taxco                                | Vereinigte Staaten     |                             |                                                                                                |                    |              |           |          |                                                                              | |
| Discos y Cintas Denver                      | Mexiko                 |                             |                                                                                                |                    |              |           |          |                                                                              | |
| Discovery Records                           | Vereinigte Staaten     |                             | Albert Marx                                                                                    | 1948               |              |           |          |                                                                              | |
| DiscReet Records                            | Vereinigte Staaten     |                             | Frank Zappa und Herb Cohen                                                                     | 1972               |              |           |          |                                                                              | |
| Discus                                      | Vereinigtes Königreich | Sheffield                   | Martin Archer                                                                                  | 1989               |              |           | Website  |                                                                              | |
| Disko B                                     | Deutschland            |                             | Peter Wacha                                                                                    | 1991               |              |           |          | Sub Up Records                                                               | |
| Diskoton                                    | Jugoslawien            | Sarajevo                    |                                                                                                | 1974               | 1992         |           |          |                                                                              | |
| Disneyland Records                          | Vereinigte Staaten     |                             | Roy O. Disney und Jimmy Johnson                                                                | 1956               |              |           |          |                                                                              | Wurde ursprünglich unter dem Namen „Disneyland Records“ gegründet |
| Disorient Records                           | Vereinigtes Königreich |                             | David „Mr Bongo“ Buttle                                                                        | 1989               |              |           | Website  | Independent                                                                  | |
| Displeased Records                          | Niederlande            |                             | Ron Veltkamp, Lars Eikema                                                                      | 1993               |              |           |          |                                                                              | |
| Disques Dreyfus                             | Frankreich             | Paris                       |                                                                                                | 1991               |              |           | Website  | Francis Dreyfus Music/BMG                                                    | |
| Disques Pierre Verany                       | Frankreich             |                             | Pierre Verany                                                                                  | 1975               |              |           |          |                                                                              | |
| Disques Victoire                            | Kanada                 | Quebec                      |                                                                                                |                    |              |           |          |                                                                              | |
| Disques Vogue                               | Deutschland            |                             | Charles Delaunay                                                                               | 1947               |              |           |          |                                                                              | |
| Distinct'ive Records                        | Vereinigtes Königreich | London                      |                                                                                                | 1995               |              |           |          |                                                                              | |
| Distort Entertainment                       | Kanada                 | Toronto                     | Greg Below                                                                                     | 2002               |              |           | Website  |                                                                              | |
| Distri                                      | Deutschland            |                             | Jonas Okunorobo (Jayo)                                                                         | 2001               |              |           |          |                                                                              | |
| Distribution Select                         | Kanada                 | Québec                      |                                                                                                | 1965               |              |           |          | Quebecor Media                                                               | |
| Disturbing tha Peace                        | Vereinigte Staaten     |                             | Chaka Zulu                                                                                     |                    |              |           |          |                                                                              | |
| Diva Records                                | Vereinigte Staaten     |                             |                                                                                                | 1925               | 1931         |           |          |                                                                              | |
| DIW Records                                 | Japan                  |                             | Kazunori Sugiyama                                                                              |                    |              |           |          | Disc Union                                                                   | |
| Dixie Records (Tennessee)                   | Vereinigte Staaten     |                             | Starday Record Company                                                                         | 1956               | 1966         |           |          | Starday Records                                                              | |
| Dixieland Jubilee Records                   | Vereinigte Staaten     |                             | Gene Norman and Frank Bull                                                                     | 1950er Jahre       | Erloschen    |           |          |                                                                              | |
| Dixieland Records                           | Vereinigte Staaten     | New Orleans                 |                                                                                                | 1950er Jahre       | Erloschen    |           |          |                                                                              | |
| Diynamic                                    | Deutschland            | Hamburg                     | Solomun und Adriano Trolio                                                                     | 2006               |              | LC 25511  |          |                                                                              | |
| Djax Records                                | Niederlande            |                             | Saskia Slegers (Miss Djax)                                                                     | 1989               |              | LC 3791   |          |                                                                              | |
| DJM Records                                 | Vereinigtes Königreich |                             | Dick James                                                                                     | 1969               | 1986         |           |          |                                                                              | |
| DM Music Group                              | Vereinigte Staaten     | Deerfield Beach             |                                                                                                | 1992               |              |           | Website  |                                                                              | |
| DMP Records                                 | Vereinigte Staaten     |                             | Tom Jung                                                                                       | 1982               | 2001         |           |          |                                                                              | |
| Do It Records                               | Vereinigtes Königreich | London                      | Robin Scott, Max Tregoning und Ian Tregoning                                                   | 1978               | 1984         |           |          |                                                                              | |
| Dockyard 1                                  | Deutschland            |                             | Piet Sielck, Christine Stephan und Dirk Putzke                                                 |                    |              |           |          |                                                                              | |
| Doctor Dream Records                        | Vereinigte Staaten     | Orange (Kalifornien)        | Dave Hayes                                                                                     | 1982               |              |           |          |                                                                              | |
| Document Records                            | Vereinigtes Königreich |                             | Johnny Parth                                                                                   | 1986               |              |           |          |                                                                              | |
| Dog Meat Records                            | Australien             |                             |                                                                                                | 1990er Jahre       |              |           |          |                                                                              | |
| Doggystyle Records                          | Vereinigte Staaten     | Diamond Bar                 | Snoop Dogg                                                                                     | 1995               |              |           |          | Universal Music Group                                                        | |
| Doghouse Records                            | Vereinigte Staaten     | New York City               | Dirk Hemsath                                                                                   | 1988               |              |           |          |                                                                              | |
| DogmaTone Records                           | Indien                 | Bangalore                   |                                                                                                | 2007               |              |           | Website  | DogmaTone                                                                    | |
| Dolores Recordings                          | Schweden               |                             |                                                                                                |                    |              |           |          | Virgin Records                                                               | |
| Dolton Records                              | Vereinigte Staaten     |                             | Bonnie Guitar                                                                                  | 1959               | 1967         |           |          |                                                                              | |
| Domino Recording Company                    | Vereinigtes Königreich | London                      | Laurence Bell und Jacqui Rice                                                                  | 1993               |              |           | Website  |                                                                              | |
| Domino Records (1916)                       | Vereinigte Staaten     |                             |                                                                                                | 1916               | 1916         |           |          |                                                                              | |
| Domino Records (1923)                       | Vereinigte Staaten     |                             |                                                                                                | 1923               | 1931         |           |          | Plaza Music Company                                                          | |
| Domino Records (1950s–60s)                  | Vereinigte Staaten     |                             |                                                                                                |                    |              |           |          |                                                                              | |
| Domino Records (1993)                       | Vereinigtes Königreich |                             | Laurence Bell und Jacqui Rice                                                                  | 1993               |              | LC 10192  |          |                                                                              | |
| Domo Records                                | Vereinigte Staaten     | Los Angeles                 | Eiichi Naito                                                                                   | 1993               |              |           | Website  |                                                                              | |
| Don Giovanni Records                        | Vereinigte Staaten     | New Brunswick               |                                                                                                | 2003               |              |           | Website  |                                                                              | |
| Doomentia Records                           | Tschechien             | Vodňany                     | Lukáš Páral                                                                                    | 2007               |              |           |          |                                                                              | |
| Doomtree                                    | Vereinigte Staaten     | Minneapolis                 | Dessa, Cecil Otter, P.O.S, Sims, Mike Mictlan, Paper Tiger und Lazerbeak                       | 2001               |              |           | Website  |                                                                              | |
| Dopamine Records                            | Vereinigte Staaten     | Cambridge                   |                                                                                                |                    |              |           |          |                                                                              | |
| Dope House Records                          | Vereinigte Staaten     | Houston                     | South Park Mexican, Arthur Coy, Jr.                                                            | 1995               |              |           |          |                                                                              | |
| Doré Records                                | Vereinigte Staaten     | Los Angeles                 | Lew Bedell und Herb Newman                                                                     | 1958               |              |           |          |                                                                              | |
| Dot Dash Recordings                         | Australien             | North Melbourne (Victoria)  |                                                                                                | 2004               |              |           |          | Remote Control Records                                                       | |
| Dot Records                                 | Vereinigte Staaten     |                             | Randy Wood                                                                                     | 1950               |              |           |          |                                                                              | |
| Dot Time Records                            | Vereinigte Staaten     | Long Beach (New York)       | Jo Bickhardt und Jerry Roche                                                                   | 2012               |              |           | Website  |                                                                              | |
| Double Moon Records                         | Deutschland            |                             | Volker Dueck                                                                                   | 1998               |              |           |          |                                                                              | |
| Double Zero Records                         | Vereinigte Staaten     | Algonquin                   | Mike Felumlee                                                                                  | 1999               |              |           |          |                                                                              | |
| Double-Time Records                         | Vereinigte Staaten     | New Albany (Indiana)        | Jamey D. Aebersold                                                                             | 1995               |              |           |          |                                                                              | |
| Doublemoon                                  | Türkei                 | Istanbul                    |                                                                                                | 1998               |              |           |          | Pozitif Productions                                                          | |
| Dovecote Records                            | Vereinigte Staaten     | New York City               | Carter Matschullat                                                                             | 2000er Jahre       |              |           |          |                                                                              | |
| Down Peninsula Audio                        | Vereinigte Staaten     | Dearborn                    |                                                                                                | 2002               |              |           |          |                                                                              | |
| Downbeat Records                            | Deutschland            |                             | Norbert Rudnitzky und Bernd Dopp                                                               | 1994               |              |           |          |                                                                              | |
| Downtown Records                            | Schweiz                |                             |                                                                                                | 1983               |              |           |          |                                                                              | |
| Doxa Records                                | Deutschland            |                             | R. Jäger und B. Offermann                                                                      | 1999               |              |           |          |                                                                              | |
| Drag City                                   | Vereinigte Staaten     |                             | Dan Koretzky, Dan Osborn                                                                       | 1989               |              |           |          |                                                                              | |
| Dragon Records                              | Schweden               |                             | Lars Westin                                                                                    | 1975               |              |           |          |                                                                              | |
| Dragon's Eye Recordings                     | Vereinigte Staaten     | Los Angeles                 | Paul Novak                                                                                     | 1989               |              |           | Website  |                                                                              | Betreiber heute Yann Novak |
| Dragon Street Records                       | Vereinigte Staaten     | Dallas                      | David Dennard und Patrick Keel                                                                 | 1989               |              |           |          |                                                                              | |
| Drakkar Entertainment                       | Deutschland            |                             | Bogdan Kopec                                                                                   | 1981               |              |           |          |                                                                              | |
| Dramatico                                   | Deutschland            |                             | Mike Batt                                                                                      | 2003               |              |           |          |                                                                              | |
| Draper Inc. Records                         | Vereinigte Staaten     | Houston                     | Tony Draper                                                                                    | 2002               |              |           |          | Suave House Records                                                          | |
| Dream Catcher                               | Vereinigtes Königreich | Burwash                     |                                                                                                | 1994               | 2014         |           | Website  | Dream Catcher Records                                                        | |
| Dream Circle Records                        | Deutschland            |                             | Ole Bergfleth                                                                                  | 1992               | 1999         | LC 01314  |          |                                                                              | |
| Dreamboat Records                           | Vereinigtes Königreich | Bristol                     |                                                                                                | 2005               |              |           |          |                                                                              | |
| Dreamville Records                          | Vereinigte Staaten     | New York City               | J. Cole und Ibrahim Hamad                                                                      | 2007               |              |           | Website  | Universal Music Group                                                        | |
| DreamWorks Records                          | Vereinigte Staaten     | Universal City              | Steven Spielberg, Jeffrey Katzenberg und David Geffen                                          | 1996               | 2005         |           |          | Universal Music Group                                                        | |
| Drive-Thru Records                          | Vereinigte Staaten     | Sherman Oaks                | Richard Reines und Stefanie Reines                                                             | 1996               | 2008         |           | Website  |                                                                              | |
| Driven Music Group                          | Vereinigte Staaten     |                             | Brian „Head“ Welch, Mark Nawara und Greg Shanaberger                                           |                    |              |           |          |                                                                              | |
| Drizzly Music                               | Deutschland            |                             |                                                                                                | 1993               |              |           |          |                                                                              | |
| DRO Records                                 | Spanien                | Madrid                      | Aviador Dro                                                                                    | 1982               |              |           |          | Warner Music Group                                                           | |
| DROG Records                                | Kanada                 | Guelph                      | Dave Teichroeb und Lewis Melville                                                              | 1993               |              |           |          |                                                                              | |
| Drone Records                               | Deutschland            | Bremen                      | Stefan Knappe                                                                                  | 1993               |              |           | Website  |                                                                              | |
| DRT Entertainment                           | Vereinigte Staaten     | New York City               | Derek Shulman, Ron Urban und Theodore „Ted“ Green                                              | 2003               |              |           |          |                                                                              | |
| Drumcode                                    | Schweden               |                             | Adam Beyer und Cari Lekebusch                                                                  | 1996               |              |           |          |                                                                              | |
| DRUM CONNECTION MUSIC                       | Deutschland            |                             | Max van der Rose                                                                               | 2008               |              | LC 18951  |          |                                                                              | |
| Drumming Monkey Records                     | Deutschland            | Düsseldorf                  | Stephen George Ritchie                                                                         | 2007               |              | LC 15924  |          |                                                                              | |
| DSFA Records                                | Niederlande            |                             |                                                                                                |                    | Erloschen    |           |          |                                                                              | |
| DSN Music                                   | Vereinigte Staaten     |                             | Guy Giuliano                                                                                   | 2003               |              |           |          | Digital Syndicate Network LLC                                                | |
| Duck Down                                   | Vereinigte Staaten     |                             | Dru Ha (Drew Friedman) und Buckshot (Kenyatta Blake)                                           | 1994               |              |           |          |                                                                              | |
| Duck Records                                | Vereinigtes Königreich |                             | Eric Clapton                                                                                   | 1982               |              |           |          |                                                                              | |
| Ductape Records                             | Kanada                 | Toronto                     | Zach Feldberg                                                                                  | 1997               |              |           |          |                                                                              | |
| Duke Records                                | Vereinigte Staaten     |                             | David James Mattis und Bill Fitzgerald                                                         | 1952               | 1974         |           |          |                                                                              | |
| Duke-Peacock                                | Vereinigte Staaten     |                             | Don Robey, David J. Mattis, Bill Fitzgerald                                                    | 1952               | 1975         |           |          | ABC-Dunhill (1973–1975)                                                      | Das Label entstand 1952 aus einer Partnerschaft von Duke Records und Peacock Records |
| Duke Street Records                         | Kanada                 | Toronto                     | Andrew Hermant                                                                                 | 1984               | 1994         |           |          |                                                                              | |
| Duna Records                                | Vereinigte Staaten     |                             | Brant Bjork                                                                                    |                    |              |           |          |                                                                              | |
| Dunhill Records                             | Vereinigte Staaten     |                             | Lou Adler, Al Bennett, Pierre Cossette und Bobby Roberts                                       | 1964               | 1975         |           |          | Geffen Records                                                               | |
| Dunkelheit Produktionen                     | Deutschland            | Übach-Palenberg             | Bernd Hermanns                                                                                 | 2007               |              |           | Website  |                                                                              | |
| Dunwich Records                             | Vereinigte Staaten     | Chicago                     | Bill Traut, Eddie Higgins und George Badonsky                                                  | 1965               |              |           |          |                                                                              | |
| Duophonic Records                           | Vereinigtes Königreich | London                      | Stereolab                                                                                      |                    |              |           |          |                                                                              | |
| Durium Records                              | Italien                | Mailand                     | Martinengo Airoldi, Alberto Airoldi und andere                                                 | 1935               | 1989         |           |          |                                                                              | |
| Dusktone                                    | Italien                |                             |                                                                                                | 2010               |              |           | Website  |                                                                              | |
| Dust Traxx Records                          | Vereinigte Staaten     | Chicago                     | Radoslaw „Radek“ Hawryszczuk                                                                   | 1997               |              |           |          |                                                                              | |
| Dutch East India Trading                    | Vereinigte Staaten     | Rockville Centre (New York) |                                                                                                |                    | 2003         |           |          |                                                                              | |
| DVS Records                                 | Niederlande            |                             | Rene Janssen                                                                                   | 2000               |              |           |          |                                                                              | |
| Dying Sun Records                           | Niederlande            | Baarn                       |                                                                                                | 2007               |              |           | Website  |                                                                              | |
| Dying Victims Productions                   | Deutschland            | Essen                       | Florian Grill                                                                                  | 2009               |              |           | Website  |                                                                              | |
| Dynamic                                     | Italien                | Genua                       | Pietro Mosetti Casaretto                                                                       | 1978               |              |           |          |                                                                              | |
| Dynamica                                    | Deutschland            |                             | Karl-Ulrich Walterbach und Jorgen Mulder                                                       | 1989               | 1997         |           |          |                                                                              | |
| DynoVoice Records                           | Vereinigte Staaten     |                             | Bob Crewe                                                                                      | 1965               | 1969         |           |          |                                                                              | |
| Dødpop                                      | Norwegen               | Oslo                        | Robert L. Jomisko, Kristian Møller Johansen und Bård Harazi Farbu                              | 2008               |              |           |          |                                                                              | |